# Station Sellstedt
Station Sellstedt (Bahnhof Sellstedt) is een spoorwegstation in de Duitse plaats Sellstedt, in de deelstaat Nedersaksen. Het station ligt aan de spoorlijn Bremerhaven-Wulsdorf - Buchholz. Het station telt één perronspoor.
Op het station stoppen alleen treinen van de EVB. Het station is niet in beheer bij DB Station&Service AG, maar in beheer bij de EVB. Hierdoor is het station niet gecategoriseerd. 

## Treinverbindingen
De volgende treinserie doet station Sellstedt aan:
| Serie | Treinsoort         | Route                                                                               | Bijzonderheden |
| ----- | ------------------ | ----------------------------------------------------------------------------------- | -------------- |
| RB 33 | Regionalbahn (EVB) | Buxtehude – Bremervörde – Sellstedt – Bremerhaven Hbf – Bremerhaven-Lehe – Cuxhaven |                |